# One Way to Win
One Way to Win è un cortometraggio muto del 1911 diretto da Arthur Hotaling e prodotto dalla Lubin.

## Trama
Il barbiere Billy Ray vorrebbe sposare Minnie Brown, ma i genitori della ragazza si oppongono al loro matrimonio perché aspirano ad avere un genero ricco e non uno povero in canna come Billy. Il giovanotto racconta i suoi guai a un amico giornalista che prende a cuore il suo caso e si inventa un modo per aggirare l'ostacolo. Il giorno dopo, sul giornale appare la notizia che Billy è l'erede di una consistente fortuna. I Brown, letta la notizia, scrivono subito una lettera a Billy, chiedendogli scusa per come l'hanno trattato e chiedendogli di venire a trovare Minnie. Billy non perde tempo e si reca dall'amata. Mentre fervono i preparativi del matrimonio, riesce a farsi dare dal signor Brown un prestito di cinquecento dollari. A cerimonia avvenuta, dopo che gli sposi se ne sono andati via, i genitori di Minnie vengono informati che l'articolo sul giornale è stato tutto uno scherzo. Gli ospiti alle nozze si dimostrano divertiti: Billy userà il prestito per aprire una piccola attività di barbiere e quelli che ormai sono i suoi suoceri non possono far altro che unirsi alle risate di tutti gli altri.

## Produzione
Il film fu prodotto dalla Lubin Manufacturing Company.

## Distribuzione
Distribuito dalla General Film Company, il film - un cortometraggio in una bobina - uscì nelle sale statunitensi il 25 dicembre 1911.